# Doutor Alquimia
Doutor Alquimia, conhecido também como Albert Desmond ou Senhor Elemento, é um supervilão fictício da DC Comics, tradicionalmente um dos inimigos do Flash. Foi criado por John Broome e Carmine Infantino. Ele possui como objeto a Pedra filosofal.

## Origem
Albert Desmond sofria de dupla personalidade, possuindo um lado bom e outro maligno. Inspirado por seu interesse em química, ele se tornou o Senhor Elemento, utilizando seus conhecimentos de química para cometer seus crimes e fugas. Depois de ser preso pelo Flash, Albert adquiriu a Pedra filosofal e passou a agir como o Dr. Alquimia.

## História
Após se divorciar, Albert mudou-se para uma casa nos arredores de Central City para prosseguir com suas as experiências científicas. A última vez que Alvin tentou personificá-lo, foi revelado que Alvin não era um "gêmeo psíquico", mas sim um construto gerado, com falsas memórias, pela própria Pedra Fundamental em resposta ao mal submerso na psique de Albert. Depois que ele foi capaz de reconhecer e aceitar que aquilo era parte de si mesmo, a ameaça de Alvin foi eliminada e Albert se tornou membro da Galeria de Vilões.
Mais tarde, a Pedra foi obtida pelos Laboratórios S.T.A.R., que foi, em seguida, roubada pelo Dr. Curtis Engstrom. Engstrom, usando a pedra, se tornou o Alquimista e teve uma breve carreira criminosa, e Albert Desmond, por sua vez, recuperou a pedra e tornou-se novamente o Doutor Alquimia. Após o retorno de Barry Allen, Desmond foi visto fugindo de Iron Heights.

## Em outras mídias
- Em The Flash, da The CW, o Doutor Alquimia foi de fato Julian Albert, que trabalhava no Departamento de Polícia de Central City, que servia a Savitar, o alto proclamado "deus da velocidade".[2]